# Imagine (John Lennon-dal)
Az Imagine (magyarul: Képzeld el) John Lennon angol rockzenész dala, szólókarrierjének legkelendőbb kislemeze az 1971-es azonos című albumának első száma. Dalszövege arra ösztönzi hallgatóit, hogy képzeljenek el egy békés világot materializmus nélkül, a nemzeteket elválasztó határok és vallások nélkül.
Lennon nem sokkal a halála előtt elmondta, hogy a dal szövegének és tartalmának nagy része 
a feleségétől, Yoko Onótól származik. 2017-ben az Imagine társszerzőjeként, Yoko Ono átvette a National Music Publishers Association 
által megítélt az „Évszázad dala” (Centennial Song Award) díjat.
Lennon és Ono a társproducer Phil Spectorral közösen készítették el a dalt. A felvételek Lennon otthoni stúdiójában, az angliai Tittenhurst Parkban kezdődtek 1971 májusában, 
az utolsó simitásokra pedig a New York-i Record Plantban került sor ez év júliusában.
Lennon a dalt 1971 októberében adta ki kislemezként  az Egyesült Államokban, ahol a Billboard Hot 100 harmadik helyére ért el. Nagy-Britanniában kislemezen 1975-ben adták ki először az Imagine-t, és abban az évben a hatodik helyen állt az Egyesült Királyság kislemezlistáján. Később a lista élére került  Lennon 1980-as meggyilkolását követően.
A Broadcast Music, Inc.  az Imagine-t a 20. század 100 legtöbbet előadott dala közé sorolta. 1999-ben az  Amerikai Hanglemezgyártók Szövetsége „Az évszázad dalai” listáján a 30. helyre került, Grammy Hall of Fame-díjat kapott, és bekerült a Rock and Roll Hírességek Csarnokába.
A Guinness World Records brit slágerek könyve által végzett 2002-es felmérés, minden idők második legjobb kislemezének nevezte.
Az Imagine több mint 1,7 millió példányban kelt el az Egyesült Királyságban. 
Több mint 200 előadó adta elő vagy dolgozta fel a dalt, köztük Madonna, Stevie Wonder, Lady Gaga, Elton John és Diana Ross. 
Miután az Imagine szerepelt a 2012-es nyári olimpián, a dal újra bekerült a brit Top 40-be, elérve a 18. helyet és főcímdalként bemutatták be a 
2022-es téli olimpia megnyitó ünnepségén is.

## A dal megírásának háttere

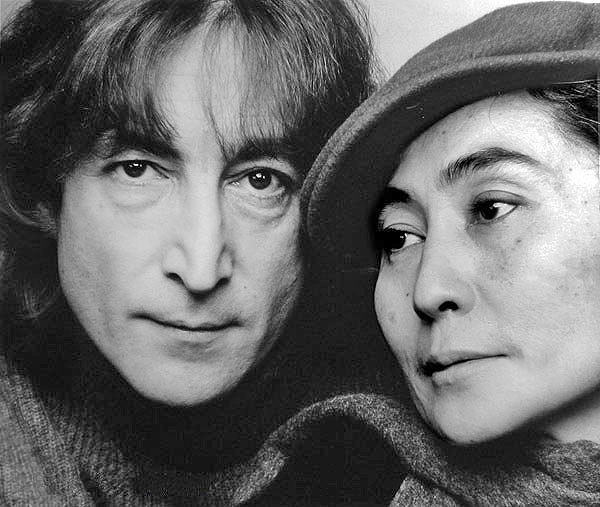
John Lennon és Yoko Ono 1980. november 2-án (fotó: Jack Mitchell)

Yoko Ono 1964-es Grapefruit című könyvének számos verse ihlette Lennont a dal 
szövegének megírására – különösen az egyik, amelyet a Capitol Records reprodukált az eredeti „Cloud Piece” című Imagine LP hátlapján, amely így szól: 
„Képzeld el hogy csöpögnek a felhők, áss egy lyukat a kertedbe, hogy belehelyezd őket."
Lennon később azt mondta, hogy a kompozíciót Lennon/Ono dalként kell feltüntetni: 
A dalszöveg és a koncepció nagy része Yokótól származik, de akkoriban egy kicsit önzőbb voltam, egy kicsit macsóbb és valahogy kihagytam a közreműködését, pedig az ötlet a Grapefruitból jött. 
Amikor megkérdezték Lennont a dal jelentéséről egy 1980 decemberi David Sheff által készített interjú során a Playboy magazinnak elmondta, hogy Dick Gregory adott Yoko Onónak egy keresztény imakönyvet és ez inspirálta az Imagine koncepcióját.
Az eredeti zongora motívum – közel a végső változathoz – később "John zongoradarabja" néven, 1969 januárjában született a Let It Be előadások során.
Lennon 1971 elején egy reggelen fejezte be az Imagine komponálását egy Steinway zongorán, a Tittenhurst Park birtok egyik hálószobájában, az angliai Ascotban. A lágy rock műfajban előadott zongoraballada C-dúr hangvételű.

## A felvétel és a kereskedelmi fogadás
Lennon és Ono közösen készítette el a dalt és az albumot Phil Spectorral, aki így kommentálta a számot:Tudtuk, mit fogunk csinálni... John politikai nyilatkozatot fog tenni, de egyben egy nagyon kommersz nyilatkozatot is... Mindig is azt hittem, hogy az „Imagine” olyan mint a nemzeti himnusz.

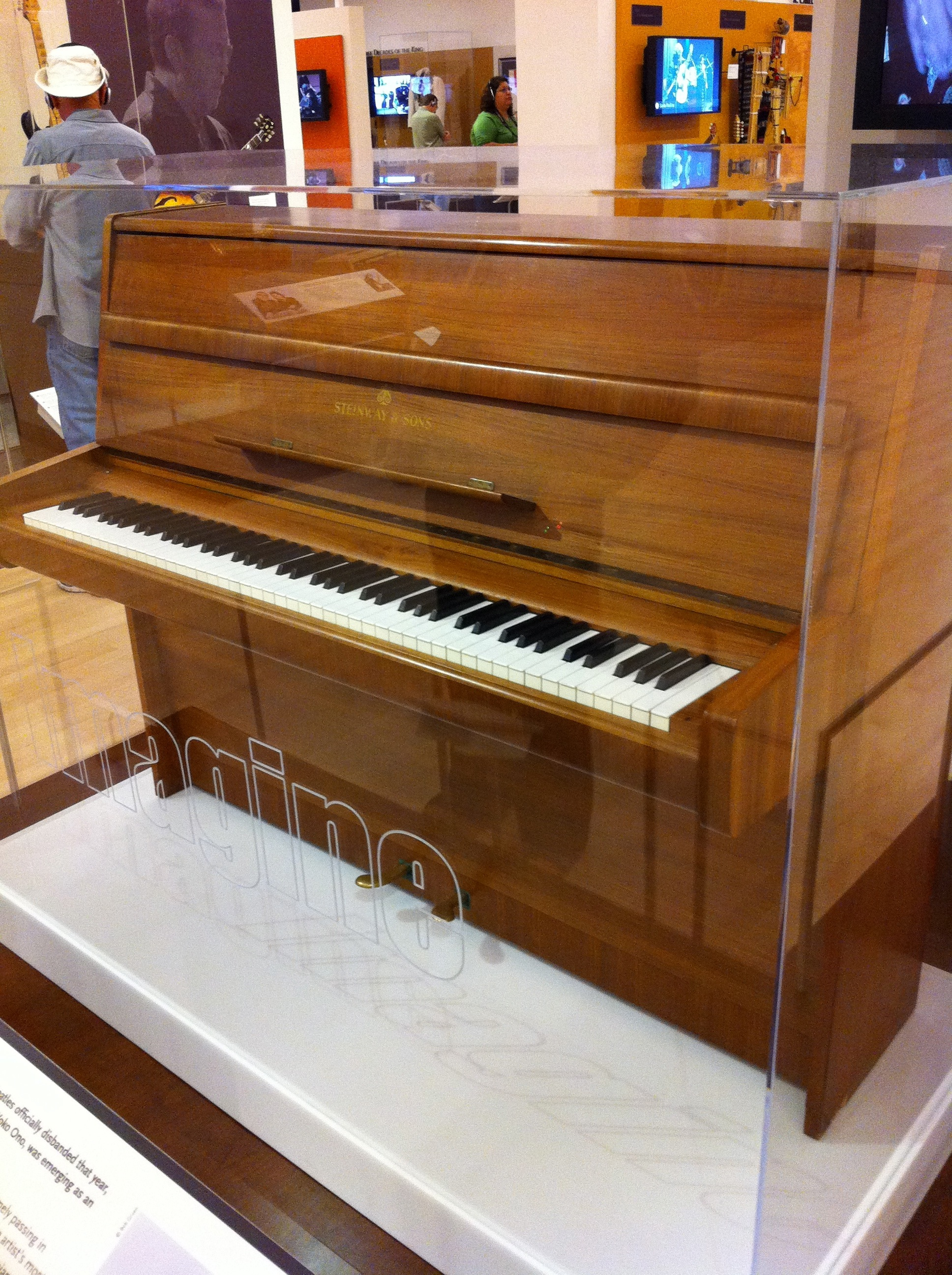
Lennon Steinway zongorája, amellyel az "Imagine"-t komponálta.

A dal felvételre 1971. május 27-én került sor az Ascot Sound Studióban, Lennon újonnan épített otthoni stúdiójában. A vonós hangszerek rájátszására pedig 1971. július 4-én a New York-i Record Plant-ban került sor. 
A foglalkozások a késő délelőtt folyamán kezdődtek, a kora esti vacsora előtti órákig tartott. 
Lennon megtanította a zenészeknek az Imagine akkordmenetét és hangszerelését, és addig próbáltatta a dalt, amíg úgy nem látta, hogy a zenészek készen állnak a felvételre.
 
A kész felvételen Lennon zongorázott és énekelt, Klaus Voormann basszusgitározott, Alan White dobolt és a Flux Fiddlers a vonós hangszereken játszott. 
A vonós aláfestést Torrie Zito írta.
Az Apple Records által 1971 októberében az Egyesült Államokban kiadott Imagine lett Lennon szólókarrierjének legkelendőbb kislemeze. A harmadik helyet érte el a Billboard Hot 100-on, Kanadában pedig az első helyen végzett az RPM nemzeti kislemezlistáján és két hétig maradt ott. Megjelenése után a dal szövege felzaklatott néhány vallási csoportot, különösen a következő sor:„Képzeld el, hogy nincs mennyország.”
Amikor az egyik utolsó interjújában a dalról kérdezték, Lennon azt mondta, hogy ugyanolyan erős szerzeménynek tartja, mint bármelyiket, amit a The Beatles-szel írt. Leírta a dal jelentését és kifejtette kereskedelmi vonzerejét:"Vallásellenes, nacionalista, konvencionális, antikapitalista, de mivel cukorbevonatú így elfogadott... Politikai üzenet egy kis mézzel."
1971. november 30-án az Imagine nagylemez elérte az első helyet a brit listán. Ez lett Lennon szólókarrierjének kereskedelmileg legsikeresebb és kritikusok által egyik legelismertebb albuma.

## Elismerések és kritikák
A Rolling Stone az Imagine-t John Lennon a világnak adott "legnagyobb zenei ajándékaként" jellemezte és dicsérte a dallamot, az akkordmeneteket és a zongora motívumot.  1999-ben a BMI a 20. század 100 leggyakrabban előadott dala közé sorolta.
Ugyanebben az évben megkapta a Grammy Hall of Fame-díjat, bekerült a Rock and Roll Hírességek Csarnokába és a Rolling Stone magazin Minden idők 500 legjobb dalának 2010-es listáján a 3. helyre sorolta.
Az Imagine 2000-ben a 23. helyre került az Egyesült Királyságban minden idők legkelendőbb kislemezeinek listáján.
2002-ben a Guinness World Records brit slágerlistájának felmérése szerint minden idők második legjobb kislemeze a Queen Bohemian Rhapsody című száma mögött.

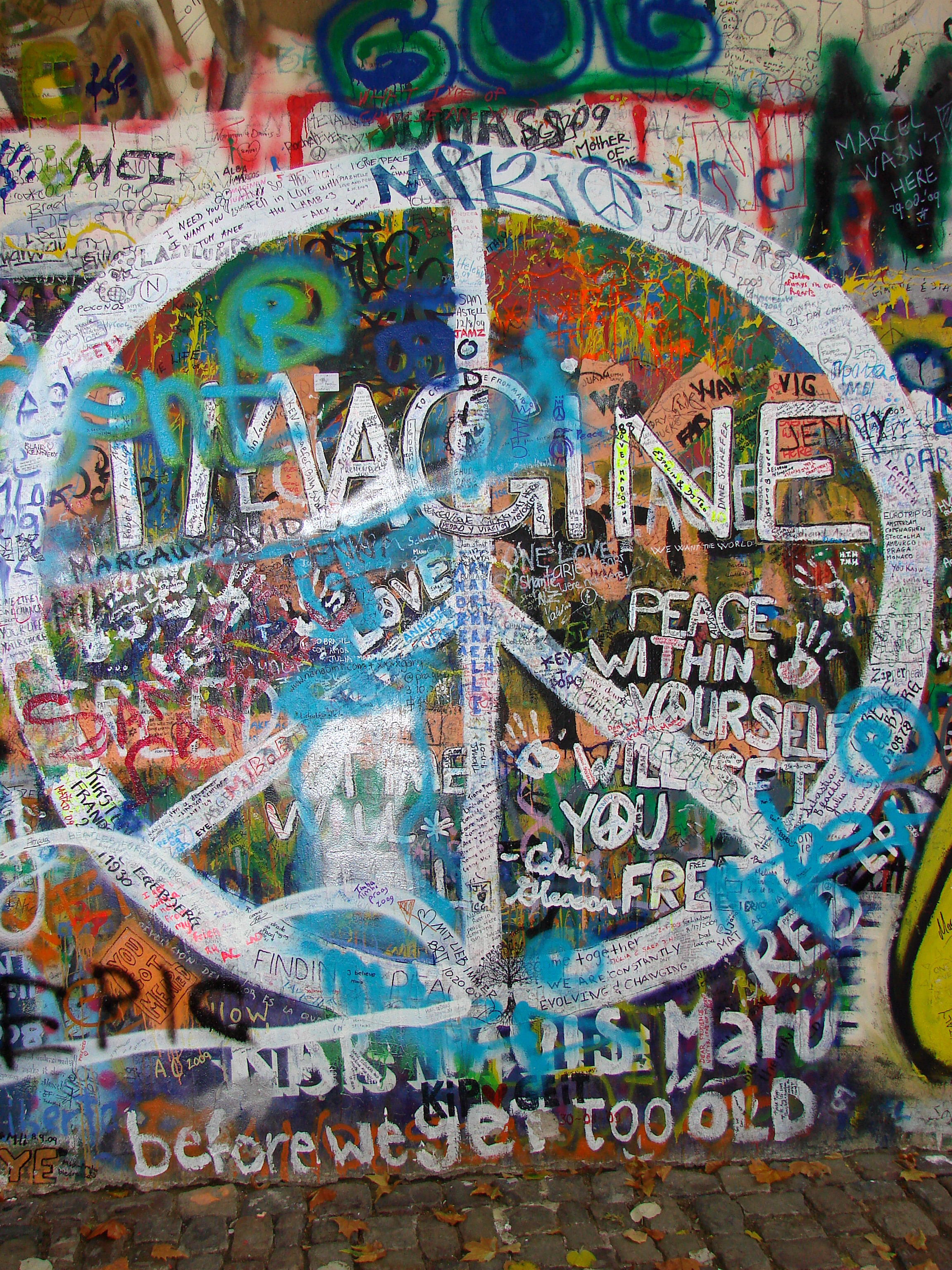
John Lennon Fal, a béke falának részlete Prágában

2005. január 1-jén a Canadian Broadcasting Corporation az "Imagine"-t választotta 
az elmúlt 100 év legjobb dalának, amelyet a hallgatók szavaztak meg.
A dal az Amerikai Recording Industry Association of the Century 365 Songs of the Century listáján a 30. helyre került és szerintük a legnagyobb történelmi jelentőséggel bír.
A Virgin Radio 2005 decemberében végzett felmérést az Egyesült Királyságban a kedvenc dalokról és a hallgatók az Imagine-t választották az első számúnak.
Az ausztrálok minden idők legjobb dalának választották a Nine Network 20 az 1-hez visszaszámláló műsorában 2006. szeptember 12-én. Jimmy Carter volt amerikai elnök azt mondta: „a világ számos országában – feleségemmel körülbelül 125 országban jártunk – John Lennon Imagine című dalát szinte egyformán használják a nemzeti himnuszokkal.”
2010. októberében – amely Lennon 70. születésnapja lett volna – a Liverpool Énekkara más Lennon-dalokkal együtt előadta az „Imagine”-t a John Lennon békeemlékmű leleplezésén a liverpooli Chavasse Parkban. A Beatles producere, George Martin méltatta Lennon szólómunkáját, kiemelve a szerzeményt: „A kedvenc dalom az Imagine volt.”
Paul Du Noyer zenekritikus az Imagine-t Lennon „legtiszteltebb” Beatles utáni dalának nevezte. A szerzők, Ben Urish és Ken Bielen „a legfelforgatóbb popdalnak, amelyet a klasszikus státusz elérése érdekében rögzítettek”. Urish és Bielen a dal hangszeres zenéjét túlságosan szentimentálisnak és melodramatikusnak minősítették, a rock előtti kor zenéjéhez hasonlítva, az énekdallamot pedig visszafogottnak minősítették.
John Blaney szerint Lennon szövegei olyan hipotetikus lehetőségeket írnak le, amelyek nem kínálnak gyakorlati megoldásokat; olykor homályos és ellentmondásos a dalszöveg, amely arra kéri a hallgatót, hogy hagyjon fel a hagyományos politikai rendszerekkel, miközben egy a kommunizmushoz hasonlót bátorít. Blaney úgy ítélte meg, hogy „a dal telis-tele van ellentmondásokkal. Himnuszszerű környezete kényelmetlenül illeszkedik a szerző könyörgéséhez, 
hogy képzeljünk el egy vallás nélküli világot.” 
A szerző, Chris Ingham jelezte a képmutatást Lennonban, a milliomos rocksztárban, aki egy kastélyban él és arra ösztönözte a hallgatókat, hogy képzeljék el, hogy vagyon nélkül élik le az életüket. Ezt az érzést Elvis Costello is megszólaltatta 1991-ben megjelent The Other Side of Summer című kislemezén.
Mások azzal érvelnek, hogy Lennon a dal szövegét arra szánta, hogy a hallgatókat arra ösztönözze, hogy elgondolkozzanak azon, vajon a világ tud-e javak nélkül élni? Urish és Bielen Lennon mennyország és pokol nélküli "álomvilágát" így írták le, mint egy felhívást:„hozzuk létre a lehető legjobb világot itt és most, hiszen minden ezért van vagy lesz”. Véleményük szerint „mivel csak képzelődni kell – játsszunk egy „mi lett volna, ha” játékot, Lennon csak így kerülheti el a legkeményebb kritikákat”. 
Az egykori Beatle Ringo Starr megvédte a dal szövegét egy 1981-es Barbara Walters-interjúban  és kijelentette:"[Lennon] azt mondta, hogy képzeld, ez minden. Csak képzeld el.

2017 júniusában az Egyesült Államok Nemzeti Zenei Kiadók Szövetsége az Imagine-t százéves daldíjjal tüntette ki, és elismerte Lennon azon vágyát, hogy Yoko Onót a dal társszerzőjévé tegye.

## Előadások és feldolgozások
Elton John rendszeresen előadta a dalt az 1980-as világkörüli turnéján, 
többek között ingyenes koncertjén a Central Parkban, néhány háztömbnyire 
Lennon dakotai lakásától.
1980. december 9-én, Lennon meggyilkolásának másnapján, 
a Queen a londoni Wembley Aréna bemutatóján előadta 
az Imagine-t, ezzel tisztelegve előtte.
1983-ban David Bowie Hongkongban adta elő Serious Moonlight turnéja során, 
Lennon halálának harmadik évfordulóján.
1990. október 9-én több mint egymilliárd ember hallgatta a dal rádióadását Lennon 50. születésnapján.
1991–92-ben Liza Minnelli előadta a dalt a Radio City Music Hallban tartott műsorában.
Stevie Wonder az 1996-os nyári olimpia záróünnepségén adta elő a dalt a Morehouse College Glee Club-bal, így tisztelegve a Centennial Olympic Park bombamerénylet áldozatai előtt.
2001-ben Neil Young előadta az America: A Tribute to Heroes című jótékonysági koncerten.
Madonna előadta az Imagine-t a Tsunami Aid: A Concert of Hope című javára. Peter Gabriel a 2006-os téli olimpia megnyitó ünnepségén adta elő a dalt.
Az Imagine-t 2005 óta minden alkalommal a New York-i Times Square-en is lejátsszák, a szilveszteri bál megkezdése előtt.
Számos művész rögzítette is az "Imagine" feldolgozását. Többek között Diana Ross felvette az 1973-as, Touch Me in the Morning című albumára. De megtalálható Dolly Parton 2005-ös feldolgozásokat tartalmazó Those Were the Days című albumán is. 
2015-ben Lady Gaga adta elő a dalt a 2015. évi Európa játékok megnyitó ünnepségén,  70 000 ember előtt énekelt az azerbajdzsáni Bakuban, amely az esemény házigazdája volt.
2018-ban a 2018. évi téli olimpiai játékok ünnepségén is előadták a dél-koreai Phjongcshangban. Ugyanebben az évben Yoko Ono kiadta a dal önálló feldolgozását, ami az első volt azóta, hogy társíróként elismerték.
2020-ban, az első Covid19-zárlatok közepette Gal Gadot és számos más híresség is előadta a dal online változatát, amelynek célja a morál emelése volt a világjárvánnyal szemben. Az előadást rosszul fogadta a közönség, akik közül sokan kritizálták, mert süket üzenetnek ítélték a társasági 
emberek egy csoportjától és a nemzetközi elit tagjaitól, akiket nagyrészt szerintük nem érintett a világjárvány.
A dal előre felvett változata John Legend, Keith Urban, Alejandro Sanz és Angélique Kidjo előadásában, Hans Zimmer zenei feldolgozásában szerepelt a 2020. évi nyári olimpiai játékok megnyitóján Tokióban, a Covid19 járvány miatt 2021 júliusában. És egy másik előre felvett feldolgozás ismét főcímdalként szerepelt a 2022. évi téli olimpiai játékok megnyitóján Pekingben.
A 2022-es orosz ukrajnai invázió idején Lennon fia, Julian Lennon először dolgozta fel apja dalát, és felszólította a világ vezetőit és mindenkit, aki hisz a dalban a remény és a béke érzésében, hogy álljanak ki a menekültekért.

## Közreműködők
- John Lennon – ének, zongora
- Klaus Voormann – basszusgitár
- Alan White – dobok
- The Flux Fiddlers (a New York-i Filharmonikusok tagjai) – vonósok

## Slágerlistás helyezések és eladási adatok

#### Eredeti megjelenés
| Slágerlista(1971-1972)                             | Legmagasabb helyezés |
| -------------------------------------------------- | -------------------- |
| Ausztrália (Go-Set National Top 40)                | 1                    |
| Belgium (Ultratop 50)                              | 12                   |
| Kanada (Top Singles)                               | 1                    |
| Japán (Oricon)                                     | 14                   |
| Hollandia (Single Top 100)                         | 5                    |
| Norvégia (VG-lista)                                | 6                    |
| Dél-afrikai Köztársaság (Springbok Radio)          | 1                    |
| Amerikai Egyesült Államok (Billboard Hot 100)      | 3                    |
| Amerikai Egyesült Államok (Top Singles - Cash Box) | 1                    |
| NSZK (Official German Charts)                      | 18                   |

#### Az 1975-ös megjelenés
| Slágerlista(1975)                | Legmagasabb helyezés |
| -------------------------------- | -------------------- |
| Írország (Irish Singles Chart)   | 1                    |
| Svédország (Sverigetopplistan)   | 19                   |
| Egyesült Királyság Singles (OCO) | 6                    |

#### Posztumusz megjelenés
| Slágerlista(1981)                    | Legmagasabb helyezés |
| ------------------------------------ | -------------------- |
| Ausztrália (Kent Music Report))      | 43                   |
| Ausztria (Ö3 Austria Top 40)         | 4                    |
| Belgium ((Ultratop 50)               | 6                    |
| Finnország (Suomen virallinen lista) | 16                   |
| Írország (IRMA)                      | 1                    |
| Hollandia (Single Top 100)           | 5                    |
| Új-Zéland (Recorded Music NZ)        | 23                   |
| Norvégia (VG-lista)                  | 3                    |
| Svájc (Schweizer Hitparade)          | 2                    |
| Egyesült Királyság Singles (OCO)     | 1                    |
| NSZK (Official German Charts)        | 7                    |

## Fordítás
- Ez a szócikk részben vagy egészben  az   Imagine (John Lennon song) című angol Wikipédia-szócikk fordításán alapul.  Az eredeti cikk szerkesztőit annak laptörténete sorolja fel. Ez a jelzés csupán a megfogalmazás eredetét és a szerzői jogokat jelzi, nem szolgál a cikkben szereplő információk forrásmegjelöléseként.